# Louise Sugden
Pour les articles homonymes, voir Sugden.
Louise Sugden, née le 20 juillet 1984 à High Wycombe, est une haltérophile handisport britannique concourant en -86 kg et ancienne joueuse de basket-ball en fauteuil roulant.

## Carrière
En 1985, elle est victime d'un accident de la route qui la laisse paraplégique. Elle débute le sport avec le basket-ball et fait partie de l'équipe britannique qui remporte le titre mondial en 2011.
En 2017, elle décide de se tourner vers l'haltérophilie handisport et après seulement neuf mois d'entraînement, elle remporte la médaille de bronze aux Jeux du Commonwealth de 2018. Elle soulève une barre à 103 kg et finit derrière la Nigériane Ndidi Nwosu.
Pour ses premiers Jeux en 2021, elle rafle la médaille de bronze en soulevant une barre à 131 kg. En novembre aux Mondiaux, elle ne réussit à pas à soulever sa dernière barre à 132 kg et finit au pied du podium.